# 金森博雄
金森 博雄（かなもり ひろお、1936年10月17日 - ）は、日本の地震学者・地球科学者。カリフォルニア工科大学名誉教授、東京大学理学博士。父は第1次吉田内閣の憲法担当国務大臣、国立国会図書館初代館長の金森徳次郎、兄は経済評論家の金森久雄。

## 経歴
- 1936年 - 東京都に生まれる。
- 1955年 - 東京教育大学附属中学校・高等学校（現・筑波大学附属中学校・高等学校）を卒業。
- 1959年 - 東京大学理学部卒業。
- 1962年 - 東京大学理学部助手。
- 1964年 - 理学博士の学位を取得。「Study on the crust-mantle structure in Japan(日本の地殻とマントル上層部の構造)」
- 1965年 - カリフォルニア工科大学研究員。
- 1966年 - 東京大学地震研究所助教授。
- 1969年 - マサチューセッツ工科大学客員教授。
- 1970年 - 東京大学地震研究所教授。
- 1972年 - 地震研究所紛争中にカリフォルニア工科大学に移り地震学研究室の教授に就任。
- 1985年 - アメリカ合衆国地震学会会長（1986年まで）。
- 1990年 - カリフォルニア工科大学地震研究所所長（1998年まで）。
- 2005年 - カリフォルニア工科大学名誉教授。

## 研究分野
地震発生の物理や、地震を引き起こすテクトニクスを専門としている。
1960年代以前に環太平洋地域で発生した複数の巨大地震の地震波を解析し、それらがプレートの沈み込みに起因することを実証した。また地震の各種パラメータが地震の大きさに応じてどう変化するかをまとめると共に、地震の大きさを表す手法を改良し1977年にモーメント・マグニチュードを考案した。津波の規模の研究を行い、地震の規模と対比して津波の規模が特異的に大きな地震を1972年に津波地震と定義した。安芸敬一のバリアモデルに対して1980年代にアスペリティモデルを提唱した。
菊地正幸らとの地震波解析から震源過程を推定する各種手法の開発でも知られ、断層運動による摩擦や溶融の研究にも貢献している。さらにリアルタイム地震学にも関心があり、防災・減災を目指している。金森もまた、21世紀における今日では緊急地震速報に代表される地震警報システムの国際的な普及活動も行っている。

## 受賞歴・栄典
- 1992年：ハリー・フィールディング・リード・メダル（アメリカ地震学会）
- 1993年：アーサー・L・デイ賞（米国科学アカデミー）
- 1993年：カリフォルニア・サイエンティスト・オブ・ザ・イヤー賞（カリフォルニア科学センター）
- 1994年：朝日賞（朝日新聞社）[2]
- 1996年：ウォルター・H・ブーカ・メダル（アメリカ地球物理学連合）
- 2004年：日本学士院賞 - 研究題目「地震発生機構の物理的解明についての研究」
- 2006年：文化功労者選出
- 2007年：京都賞基礎科学部門
- 2014年：科学ジャーナリスト賞 - 『巨大地震の科学と防災』
- 2014年：ウィリアム・ボウイ・メダル（アメリカ地球物理学連合）
- 2014年：瑞宝重光章受勲[3]
- 2016年：第一回日本地震学会賞（日本地震学会）

## 主要論文
- 重力異常から見た日本の地殼構造 地学雑誌 1964年 73巻 4号 p.243-246, doi:10.5026/jgeography.73.243
- 「月と地震 アポロ11号の総合報告から」 自然 25(5), 42-47, 1970-05 中央公論社, NAID 40017858086
- 表面波による日本海のマントル構造の研究 京大学地震研究所彙報. 第48冊第6号, 1971.1.30, pp.1011-1021, hdl:2261/12552
- 関東地震(1923年)の断層モデル 東京大学地震研究所彙報. 第49冊第1/3号, 1971.9.30, pp.13-18, hdl:2261/12575
- 地球内部と相転移 鉱物学雜誌 1973年 11巻 3号 p.91-99, doi:10.2465/gkk1952.11.91
- Kanamori, H., 1977, "The energy release in great earthquakes." J. Geophys. Res. 82, 2981-2987., doi:10.1029/JB082i020p02981

共著・分担執筆
- 竹内均、金森博雄、地震にともなう地殻変動とマントル対流 地震 第2輯 1968年 21巻 4号 p.317, doi:10.4294/zisin1948.21.4_317
- Hanks, T., and Kanamori, H.(1979), "A moment magnitude scale". J. Geophys. Res., v. 84, no. B5, p. 2348-2350. Retrieved 2011-01-16., doi:10.1029/JB084iB05p02348
- Thorne Lay, and Kanamori,H (1980) "Earthquake doublets in the Solomon Islands". 1980 Physics of the Earth and Planetary Interiors. Volume 21, Issue 4, P.283-304, doi:10.1016/0031-9201(80)90134-X